# Machadinho
Machadinho är en kommun i Brasilien.   Den ligger i delstaten Rio Grande do Sul, i den södra delen av landet, 1 400 km söder om huvudstaden Brasília. Antalet invånare är 5 515.
Omgivningarna runt Machadinho är en mosaik av jordbruksmark och naturlig växtlighet. Runt Machadinho är det glesbefolkat, med 10 invånare per kvadratkilometer.